# Teoria della continuità paleolitica
La teoria della continuità paleolitica (abbreviazione TCP o TC) è una teoria etnolinguistica, elaborata in ambito glottologico e archeologico negli anni novanta. La teoria sostiene l'esistenza di una continuità linguistica a partire dal paleolitico.
Il concetto di base della teoria fu elaborato per la prima volta in ambito archeologico dall'archeologo belga Marcel Otte. Successivamente, questo primo nucleo fu sviluppato in ambito linguistico dal glottologo Mario Alinei, a partire dagli anni novanta. La teoria ha tuttavia avuto un seguito molto limitato negli ambienti dei linguisti storici, anche per via di alcuni limiti metodologici e di alcune contraddizioni a cui non si è mai data una risposta adeguata. 
È parzialmente affine alla teoria della dispersione neolitica, elaborata dall'archeologo inglese Colin Renfrew.
Aspetti della teoria sono stati autonomamente elaborati da alcuni glottologi e linguisti (Cicerone Poghirc, Jean Le Dû) e da alcuni archeologi (Marcel Otte e Alexander Häusler). Tra i linguisti, la teoria è stata accolta da Franco Cavazza, Xaverio Ballester, Francesco Benozzo e Gabriele Costa.
La teoria della continuità linguistica si è voluta basare anche sull'interpretazione di alcune scoperte in ambito paleontologico e genetico, come la correlazione genetico-linguistica ora non più confermate, dato il recente sviluppo delle ricerche di paleogenetica. In particolare è da sottolineare l'avversione dell'Alinei per le teorie indoeuropeistiche e soprattutto verso Marija Gimbutas: al di là dello scontro linguistico e delle difficoltà interpretative del dato archeologico, le obiettività paleogenetiche non confermano la sostituzione avvenuta alla fine dell'età del bronzo delle antiche popolazioni indo-europee da parte di tribù della steppa pontico-caspica, gli Yamnaya.

## Teoria della continuità in ambito linguistico
La teoria elaborata da Mario Alinei è contenuta nell'opera Origine delle lingue d'Europa, in due volumi, pubblicati nel 1996 e nel 2000. Il primo volume approfondisce gli aspetti paleontologici legati all'evoluzione della lingua umana nel paleolitico; il secondo approfondisce gli aspetti archeologici connessi all'evoluzione delle lingue nel mesolitico e nelle successive età dei metalli.
L'opera tratta delle origini linguistiche delle lingue scritte e dei dialetti viventi (entrambi denominati linguemi) del continente europeo; in particolare di quelli dell'area indoeuropea e della sotto-area romanza. L'opera traccia una sintetica storia delle varie teorie linguistiche che si sono succedute nel tempo e una panoramica di quelle oggi discusse nell'ambito della ricerca.
Il lavoro è incentrato sul «principio di unità», che viene considerato alla base di tutte le religioni, della matematica e della stessa logica e, infine, di ogni disciplina scientifica e sapere umano.
In base a questo principio, sono analizzate le ipotesi linguistiche monogenetica e poligenetica sulle origini del linguaggio umano e di tutte le sue varietà linguistiche. L'ipotesi monogenetica presuppone una prima coppia di esseri umani parlanti, quella poligenetica più coppie, sparse per il mondo, che abbiano sviluppato autonomamente la facoltà del linguaggio. L'ipotesi poligenetica presuppone in ogni caso, secondo Alinei, una fase precedente, con una coppia da cui le varie coppie parlanti sarebbero derivate: questa coppia originaria, sebbene non parlante, avrebbe comunque sviluppato gli apparati fisiologici, anatomici e neurologici che sono il presupposto della facoltà del linguaggio umano. In entrambi i casi, dunque, secondo Alinei, vi è sempre un'origine comune, una fase precedente che riconduce all'unità e, di conseguenza, tutte le lingue umane sarebbero riconducibili a un'origine monogenetica comune. Anche la scoperta della grammatica generativa trasformazionale sarebbe una conferma della imprescindibilità di una fase evolutiva unitaria della specie umana, antecedente allo sviluppo del linguaggio.
Compito della linguistica sarebbe, pertanto, quello di scoprire come, dalla lingua umana in generale, si sarebbero sviluppate le varietà linguistiche particolari o, viceversa, quello di ricostruire da queste ultime l'unità originaria.
In tale ottica, nessuna lingua umana particolare potrebbe essere considerata come lingua madre o protolingua di altre lingue particolari; soltanto l'originaria unità universale anteriore e sempre presente, indefinita e indeterminata, costituirebbe il momento o la fase originaria, ovvero la «protolingua universale». 
Sarebbe invece possibile mettere in luce le fasi storiche in cui lingue umane, tra loro più vicine geograficamente e socialmente, avrebbero assunto caratteri tra loro più omogenei, tali da distinguerle da altre lingue umane più lontane, ossia individuare storicamente, geograficamente e socialmente gruppi di lingue che presentassero affinità e diversità specifiche.
Alinei considera inoltre tutte le culture litiche, evidenziate dai ritrovamenti archeologici e studiate dagli antropologi e le associa alla evoluzione preistorica delle lingue umane (in particolare per l'Eurasia), trovandovi corrispondenze tipologiche.

### Origini del linguaggio umano
In merito alle possibili «origini prime» del linguaggio umano, la teoria della continuità linguistica non prende posizione rispetto all'ipotesi monogenetica o a quella poligenetica: secondo Alinei l'ipotesi di partenza sarebbe: «poligenesi dell'invenzione, della formazione e dello sviluppo linguistico o monogenesi dell'invenzione con poligenesi della formazione e dello sviluppo linguistico».
La teoria della continuità prende in considerazione due ipotesi cronologiche sull'origine del linguaggio umano e la formazione delle lingue e dialetti d'Europa: un'ipotesi «breve», secondo la quale l'origine del linguaggio viene fatta risalire alla comparsa dell'Homo sapiens (200.000 anni fa), e un'ipotesi lunga, secondo la quale questa origine viene fatta risalire alla comparsa dell'Homo habilis o dell'Homo erectus (2.000.000 di anni fa), specie che avevano già sviluppato le basi fisio-neurologiche per il linguaggio e forme di cultura materiale che ne presuppongono l'utilizzo almeno in forme rudimentali.

### Teoria della continuità e indoeuropeo
La teoria della continuità si oppone alla teoria tradizionale secondo la quale i linguemi che si erano sviluppati nell'età della pietra sarebbero stati cancellati, insieme alle popolazioni che li parlavano, da invasori portatori di un differente linguaggio. Secondo Alinei le popolazioni indoeuropee sarebbero proprio i diretti discendenti di coloro che avevano popolato il continente europeo fin dal paleolitico, con le prime migrazioni dell'Homo sapiens provenienti dall'Africa. Gli invasori indoeuropei, invece, popolazioni di pastori e guerrieri a cavallo, secondo la teoria tradizionale recentemente aggiornata da Marija Gimbutas, sarebbero, secondo Alinei, prevalentemente non indoeuropei.
Secondo Alinei, sarebbero innegabili le affinità linguistiche fra le lingue indoeuropee e quelle semitiche e cartveliche (lingue marcatamente flessive e da connettere alle industrie litiche bifacciali, che caratterizzano l'Asia sud-occidentale) e le affinità lessicali (indipendentemente se genetiche o acquisite) ancora fra le lingue indoeuropee e lingue come le semitiche, il sumero, il cartvelico e l'elamico.

### Evoluzione linguistica
Per la teoria della continuità, la lingua umana è piuttosto un continuum preistorico e storico, con variazioni geografiche, etniche e sociali.
Le rappresentazioni tradizionali dello sviluppo in epoca preistorica e storica della lingua umana, quali i modelli «dell'albero» e «dell'onda» sarebbero, secondo Alinei, soltanto metaforiche, e non renderebbero con precisione l'evoluzione e le reali relazioni delle lingue umane. Alinei propone quindi di sostituirli col modello linguistico della cosiddetta sequenza stadiale socio-geografica.
Nessuno dei linguemi della sequenza dovrebbe essere considerato come lingua madre, perché tutti sono solo «varianti geo-storiche» di una stessa lingua unitaria.
I dialetti tuttora parlati sono considerati da Alinei «fossili» delle lingue parlate nella preistoria e il lessico è ritenuto essere la parte più antica del linguaggio, mentre gli aspetti tipologici, grammaticali e sintattici sarebbero il risultato di processi di differenziazione più tardi rispetto a quelli di formazione lessicale. I linguemi tenderebbero a conservarsi più che a mutare e i cambiamenti interverrebbero solamente per intervento di forze esterne (migrazione del parlante, immigrazioni consistenti che mutino la composizione etnica della comunità e si riflettano pertanto sulla sua lingua): Alinei ritiene che, perché una lingua cambi, debba cambiare il parlante e la sua comunità etnico-sociale, e che non ci sia alcuna naturale spinta al cambiamento per moto interno.
Secondo Alinei esisterebbe infine una correlazione tra le varie culture preistoriche, caratterizzate da diverse industrie litiche, e lo sviluppo delle diverse varietà linguistiche nei continenti europeo, africano e asiatico.

### Teoria della continuità e origine dei dialetti romanzi
Secondo Alinei i dialetti romanzi non avrebbero avuto origine nel Medioevo, ma le loro radici affonderebbero, piuttosto, nel primo lessico umano universale e nelle sue varie differenziazioni databili e localizzabili attraverso la ricerca. Tali dialetti si sarebbero conservati per tutto il periodo di diffusione del latino: soltanto le lingue scritte a essi corrispondenti (lingue neolatine) sarebbero state codificate in epoca medioevale, ma neppure queste deriverebbero dal latino, essendo piuttosto la continuazione, anche per iscritto, di una variazione dialettale orale, parallela e per alcuni aspetti più arcaica del latino stesso. Le lingue scritte conosciute dalle attestazione archeologiche sono testimonianza solo di sé stesse e dei gruppi dominanti di cui sono diretta espressione, ma sono da considerarsi solo diverse varianti linguistiche, geografiche e sociali, e dei linguemi a esse contigui e paralleli.
In questo contesto, Alinei considera la lingua latina una variazione di un continuum linguistico stabilitosi sin dal periodo epigravettiano (24.000-10.000 a.C. circa) nella penisola italica, la costa balcanica dell'Adriatico, la costa meridionale francese e la costa orientale iberica, dove si era diffusa la cultura della ceramica cardiale. Le profonde affinità linguistiche di quest'area sarebbero dunque dovute non tanto alla successiva romanizzazione, che pure comportò una notevole influenza della variante latina con ampi scambi lessicali nei due sensi, bensì all'originario assetto linguistico preistorico.
Per Alinei, nell'ipotesi cronologica lunga, i gruppi linguistici e i dialetti oggi viventi erano nettamente separati e formati già alla fine del Paleolitico superiore. Inoltre, essi erano già insediati nelle loro sedi storiche e internamente frammentati nel Mesolitico e Neolitico. Nell'ipotesi della continuità breve, si suppone che tali linguemi fossero già esistenti fin dal II millennio a.C..
Sulla base della teoria della continuità, Alinei auspica dunque una modifica del lessico della linguistica tradizionale. Il termine «latino» dovrebbe essere impiegato esclusivamente per indicare la lingua parlata e scritta a Roma dalle élite cittadine, poi diffusasi in buona parte dell'impero romano con la romanizzazione, come lingua scritta e parlata dalle élite romanizzate, affiancata ai loro linguemi storici locali. Termini come «neolatino», «latino volgare», «lingue e dialetti romanzi», dovrebbero essere sostituiti con altri: essi, infatti, non costituirebbero, secondo Alinei, né una derivazione né una continuazione del latino di Roma, né linguemi orali come nel concetto di latino volgare, ma piuttosto linguemi ben distinti, paralleli e autonomi nella loro essenza (struttura grammaticale e corpo lessicale) e storia (origine e formazione).
Secondo i presupposti della teoria della continuità, Alinei ritiene che la storia delle variazioni e mutazioni fonetiche e fonologiche elaborate dalla linguistica tradizionale dovrebbe essere rivista: i linguemi, non dovrebbero infatti essere classificati «ad albero» secondo famiglie linguistiche, ma collocati nella «sequenza stadiale socio-geografica» elaborata dalla nuova teoria.

## Critiche
La teoria di Alinei ha sollevato critiche fra i linguisti. Michele Loporcaro propone una serie di obiezioni, con particolare riguardo alla differenziazione dei dialetti italiani.
Il primo inciampo della teoria di Alinei, secondo Loporcaro, è l'argomento del lessico, da cui Alinei ricava la gran parte delle prove a sostegno dell'origine preistorica dei dialetti. Per esempio, nel dialetto della parte occidentale dell'Emilia, l'aratro è chiamato matsa: Alinei sostiene che questa parola deriva da un supposto «latino d'Emilia» *mattea e deve essere stata coniata quando l'aratro fu inventato, tra la fine del Neolitico e l'inizio dell'età del rame.
La mancanza di documenti a sostegno di questa affermazione sarebbe dovuta, per Alinei, all'assenza di documentazione scritta, la quale è storicamente riservata alle lingue egemoni (segnatamente, al latino). Sennonché Loporcaro, citando Lorenzo Renzi, dice: «Davvero nessun Livio avrebbe notato che i Latini, oltre ai Galli, gli Iberi, i Daci, avevano anche conquistato se stessi?».
Ancora, Loporcaro, sempre sulla scorta di Renzi, critica l'argomento semantico rappresentato dall'esempio suddetto di matsa, sottolineando come forme dialettali simili non siano affatto un esempio della conservazione di uno strato ereditario preistorico («un "latino" dell'Italia del Nord»), ma piuttosto una testimonianza della «persistenza di concezioni arcaiche in aree rurali».
Alinei, secondo Loporcaro, dimostra d'ignorare il principio dell'autonomia del significante, quando afferma che la parola matsa per «aratro» dev'essere sorta necessariamente al primo apparire dell'oggetto. A essere «autodatato» non è il segno linguistico – che, saussurianamente, è arbitrario – ma semmai il significato, ossia il referente. Parole come matsa sarebbero quindi un calco fatto impiegando materiale lessicale latino (*mattea è una parola ricostruita a partire dagli esiti romanzi, probabilmente presente nel latino parlato ma non attestata). Tale calco del resto potrebbe essere avvenuto anche in epoca tardo-latina, giacché latino parlato e lingue prelatine sono coesistiti a lungo, nel processo che ha portato le seconde a una progressiva emarginazione verso gli strati più bassi del repertorio linguistico, culminata nel tempo in una definitiva estinzione.
Difficoltà anche maggiori, secondo la critica di Loporcaro, s'incontrano quando Alinei applica la sua teoria a fatti morfologici. Il glottologo torinese afferma che l'articolo non sarebbe un'innovazione romanza, ma, al contrario, esisterebbe dal II millennio a.C. Le prove a sostegno di ciò sono ricavate dalla parola del dialetto emiliano occidentale magnano, «calderaio ambulante». Per Alinei, questa parola deriverebbe dal coronimo Alamagna, «con deglutinazione di la rianalizzato come articolo». Tanto basta, per Alinei, per sostenere deduttivamente la prelatinità dell'articolo determinativo.
Loporcaro ribatte che questa datazione, di là dal ragionamento deduttivo, è perlomeno problematica, perché le evidenze dei documenti alto-medievali (es. la Sequenza di Sant'Eulalia del IX sec. o la trecentesca Cronica d'anonimo romano) mostrano come l'articolo fosse ben lontano dall'essere un elemento linguistico acquisito e stabile, addirittura in aree distinte della Romània.
La diglossia fra latino e lingue prelatine supposta da Alinei è una riedizione della posizione dell'umanista Leonardo Bruni nel dibattito del 1435 con Biondo Flavio sull'origine del volgare. Tuttavia, è difficile pensare che esistesse uno iato incolmabile fra la lingua degli intellettuali (il latino) e quella del popolo (le varie lingue locali). Al contrario, Loporcaro ricorda alcune testimonianze della reciproca comprensibilità fra colti e illetterati: per esempio, Papa Gregorio Magno consigliò a un diacono di non leggere in pubblico il commento latino a Giobbe, ma di scegliere invece il commento ai Salmi, comprensibile anche agli incolti. Consimili testimonianze dimostrano che il latino era ancora universalmente compreso – anche se sempre meno – almeno fino alla metà del VII secolo. La definitiva presa di coscienza del divario oramai insanabile fra latino e lingua popolare avvenne nell'813, allorché il Concilio di Tours deliberò che i sacerdoti pronunciassero la loro omelia in «rusticam romanam linguam» anziché in latino.
A completamento della sua critica alla teoria della continuità, Loporcaro esamina gli esempi fonetico-fonologici portati dall'Alinei. Ad esempio, Alinei sostiene che le dittongazioni di ī e ū latine in una zona che va dalle Marche meridionali fino alla provincia di Bari non sarebbero l'esito dello sviluppo delle vocali latine, ma, nelle parole di Alinei, la «preservazione di uno stadio precedente il monottongamento, che il latino mostra parzialmente nelle sue attestazioni più antiche».
Ora, il latino mostrava una neutralizzazione dell'opposizione fra dittonghi e vocali lunghe rispetto alla base indoeuropea, sicché sia dīco sia vīvus hanno la ī, ma il primo risale a un arcaico deico (i.e. *deik-), il secondo a un indoeuropeo *gwīwos. Perché Alinei abbia ragione, i dialetti a cui si riferisce dovrebbero mostrare il dittongo solo quando questo era già presente in indoeuropeo; ma non è così: se /doiʧə/ continua il latino dīcěre, in cui la ī, come detto, è la semplificazione di un dittongo indoeuropeo, /voitə/ deriva da vītam, in cui la ī continua la *ī indoeuropea.